# Sarmientosaurus musacchioi
Sarmientosaurus musacchioi es la única especie conocida del género extinto Sarmientosaurus de dinosaurio saurópodo litostrotiano, que vivó a finales del período Cretácico, entre 100 a 89 millones de años, desde el Cenomaniense al Turoniense en lo que es hoy Sudamérica. Sus restos fueron hallados en Argentina, en estratos que datan de las épocas del Cenomaniense al Turoniense del período Cretácico Superior. La especie tipo y única descrita es Sarmientosaurus musacchioi. Tenía grandes órbitas oculares, lo que significa que puede haber tenido mejor vista que otros titanosaurios. Basándose en el oído y el tendón osificado del cuello, Sarmientosaurus muy probablemente mantenía su cabeza y cuello hacia abajo, "como un enorme Ígor". Esta postura implica que Sarmientosaurus puede haber consumido principalmente vegetación baja en comparación con otros saurópodos.

## Descripción
Sarmientosaurus tiene una longitud estimada de 12 metros y un peso de 10 toneladas. Los autores que describieron indicaron nueve rasgos distintivos únicos, autapomorfias. La cuenca del ojo es grande, equivale al 40% de la longitud del cráneo. La rama ascendente del maxilar tiene una conexión compleja con una apófisis superior del hueso lagrimal, estando encajada entre su lado externo y su lado interno. El borde interior de la parte posterior de la rama ascendente del maxilar toca el borde de la fosa nasal ósea con una cresta baja pero distinta. La rama ascendente del cuadratoyugal tiene en su parte posterior inferior un proceso en forma de lengua que se superpone a la parte posterior del cuadrante. En el neurocráneo hay tres salidas separadas para el nervio trigémino. Un canal venoso interno que conecta el infundíbulo con el tallo del cerebro, falta. Los dientes premaxilares se colocan verticalmente, los dientes maxilares se inclinan hacia adelante y los dientes dentarios se inclinan hacia atrás. Las vértebras del cuello medio tienen crestas en forma de puntal, en lugar de en forma de placa, entre las apófisis articulares frontales y el centro vertebral. Un tendón osificado largo y delgado corre a lo largo del lado inferior de la serie de vértebras y costillas del cuello.

### Esqueleto
El cráneo tiene una longitud de 43 centímetros. En la vista superior, el cráneo tiene más o menos forma de lengua. La fenestra antorbitaria es pequeña pero la cuenca del ojo es excepcionalmente grande. En vista lateral, el hocico es plano con un perfil superior y una superficie cóncavos. El maxilar toca el prefrontal. El hueso yugal tiene una forma de L inusual con una rama delantera muy larga y una rama trasera casi ausente. El quinto par craneal , el nervio trigémino, tiene salidas adicionales para las ramas hacia el maxilar y la mandíbula inferior, mientras que otros saurópodos poseen una única salida. La parte frontal de la mandíbula inferior tiene una altura casi constante.
El premaxilar tiene cuatro dientes, el maxilar once del lado derecho o doce del izquierda y el dentario trece. Los dientes premaxilares se colocan verticalmente, los dientes maxilares se inclinan hacia adelante mientras que los dientes de la mandíbula inferior se inclinan hacia atrás, una configuración única. La estructura de los dientes se encuentra entre la forma más espatulada de los saurópodos basales y la forma de lápiz de las especies derivadas. Los dientes están moderadamente alargados. Cada uno de ellos tiene facetas de desgaste en ángulo agudo en una posición alta y baja que, junto con su extraña orientación, indica alguna forma especial, aún no entendida del todo, de cultivar la vegetación.
Las vértebras del cuello son largas y alargadas. Su estructura interna posee muchos pequeños espacios de aire en su interior. Las vértebras del cuello medio tienen pleuroelos ovalados, estrechos y profundos en sus lados, excavaciones neumáticas que casi se tocan entre sí en la línea media, separadas por una placa ósea estrecha. Los procesos de la articulación posterior son excepcionalmente largos y llegan más allá del borde del cuerpo vertebral. Las apófisis juntas frontales están soportadas desde abajo por puntales de sección transversal ovalada, aparentemente formados por una perforación de las crestas normalmente en forma de placa en esta posición. Las costillas del cuello son delicadas, delgadas y en forma de varilla.

### Tendón osificado
Paralelamente a las nervaduras, en el lado exterior del cuello se descubrió una estructura en forma de cable con un diámetro constante de tres milímetros. Tenía una sección transversal ovalada y una superficie rugosa y estriada. La estructura se originó directamente detrás del cráneo y continuó a lo largo de varias vértebras, por lo tanto, de algunos metros. Los autores que lo describieron lo interpretaron como un tendón osificado. Se rechazó la hipótesis alternativa de que podría ser una costilla del cuello porque las costillas son más gruesas y deberían tener una posición diferente. Dichos tendones podrían haber sido una continuación de las costillas del cuello, pero nuevamente, su posición no lo confirmó. En cambio, se asumió que era interno de algún músculo del cuello. Tales tendones osificados nunca antes se habían encontrado en ningún dinosaurio fósil, pero algunos grupos de aves existentes como ellas grullas las muestran, aunque son relativamente más cortas, a lo sumo dos vértebras de largo. Los posibles músculos, donde podría haberse localizado, son el Musculus rectus capitis anterior ventralis, el Musculus longus colli ventralis o el Musculi intertransversarii. La estructura interna del tendón, con mucho tejido óseo reelaborado, indicó una rápida osificación a una edad temprana.

## Descubrimiento e investigación

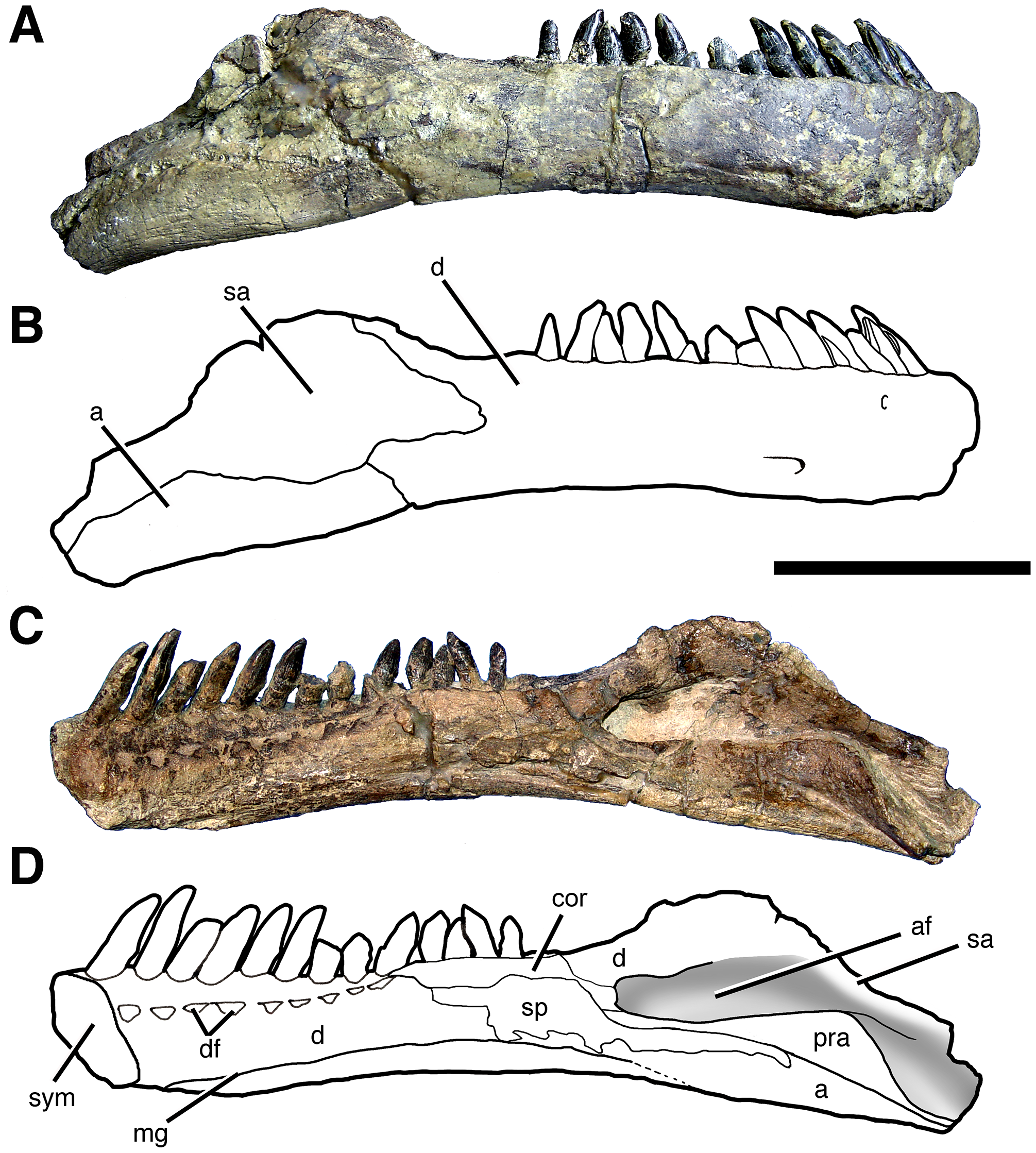
Ramo izquierdo de la mandíbula.

En 1997, el paleontólogo Rubén D.F. Martínez descubrió un cráneo de saurópodo en la Estancia Laguna Palacios, propiedad de la familia Goicoechea en la provincia de Chubut. Luego se halló que estaba conectado con las algunas de las primeras vértebras cervicales.
En 2016 se nombró y describió a la especie Sarmientosaurus musacchioi por Rubén Darío Francisco Martínez, Matthew Carl Lamanna, Fernando Emilio Novas, Ryan C. Ridgely, Gabriel Andrés Casal, Javier E. Martínez, Javier R. Vita y Lawrence M. Witmer. El nombre del género se refiere al pueblo de Sarmiento. El nombre de la especie es en honor del difunto Eduardo Musacchio, un educador de la Universidad Nacional de la Patagonia San Juan Bosco.
El espécimen holotipo, MDT-PV 2, fue hallado en la capa superior del Miembro Inferior de la Formación Bajo Barreal, la cal data de las épocas del Cenomaniense al Turoniense. Consiste de un cráneo casi completo con mandíbulas, articulado con las primeras siete vértebras del cuello. Varias partes del cuello, entre ellas el atlas entero y la cuarta vértebra, estaban demasiado erosionadas como para ser salvadas. El espécimen corresponde a un individuo de edad avanzada. Es uno de los pocos titanosaurios de los que se ha encontrado material craneano. Un hallazgo notable lo constituye una estructura alargada que fue hallada al lado del cuello, que fue identificada como un tendón osificado.
De la misma Formación Bajo Barreal se conoce otro saurópodo titanosaurio, Epachthosaurus. No se puede determinar si ambos taxones son idénticos debido a que los materiales de sus respectivos holotipos no son comparables. Sin embargo, los autores consideraron que era improbable que fueran el mismo animal debido a que en sus análisis cladísticos ambos géneros ocupaban posiciones diferentes en el árbol evolutivo. Además se han encontrado allí tanto huesos postcraneales que difieren de los de Epachthosaurus como huesos craneales que no son similares a los del cráneo de Sarmientosaurus, lo que muestra que en cualquier caso había varias especies de titanosaurios presentes en dicho hábitat. Campylodoniscus, basado en solo un fragmento de maxilar de saurópodo, es considerado usualmente como un nomen dubium.

## Clasificación
Martínez y sus colegas colocaron Sarmientosaurus en una posición basal dentro del clado Lithostrotia, por encima de Malawisaurus en el árbol evolutivo. Sin embargo, en 2021, Stephen Poropat y sus colegas lo identificaron como parte del nuevo clado Diamantinasauria, junto con Savannasaurus y Diamantinasaurus.

## Paleobiología
Tenía las cuencas de los ojos muy grandes, lo que significa que pudo haber tenido una mejor visión que otros titanosaurianos. Basado en el tendón de la oreja y el cuello, Sarmientosaurus probablemente mantenía la cabeza y el cuello hacia abajo "como un enorme Ígor". Esta postura implica que Sarmientosaurus puede haber comido plantas mucho más bajas que otros saurópodos. La correlación entre la estructura del oído interno y la postura de la cabeza ha sido cuestionada en estudios previos.